# NGC 2219
NGC 2219 je otvoreni skup  u zviježđu Jednorogu. 

## Vanjske poveznice
- SEDS: NGC 2219